# Allobates pittieri
Allobates pittieri (La Marca, Manzanilla & Mijares-Urrutia, 2004) è un anfibio anuro appartenente alla famiglia degli Aromobatidi.

## Etimologia
L'epiteto specifico è stato dato in onore di Henri Pittier.

## Distribuzione e habitat
È endemica del Venezuela. Si trova tra 150 e 1700 m di altitudine nella Cordigliera della Costa e nella Cordigliera di Mèrida, negli Stati di Falcón, di Lara, di Aragua e Carabobo.